# Бързата лента (2016)
Бързата лента (2016) е кеч pay-per-view турнир, продуциран от WWE. Проведен е на 21 февруари 2016 в Quicken Loans Arena в Кливланд, Охайо. Това е второто събитие в хронологията на Бързата лента.
Събитието включва 8 мача (включително преди шоуто). В главния мач Роуман Рейнс победи Брок Леснар и Дийн Амброус в мач Тройна заплаха и стана главен претендент за Световната титла в тежка категория на Федерацията срещу Трите Хикса на КечМания 32.

## Заден план
Бързата лента включва кеч мачове с участието на различни борци от вече съществуващи сценични вражди и сюжетни линии, които изиграват по Първична сила и Разбиване. Борците са добри или лоши, тъй като те следват поредица от събития, които са изградили напрежение и кулминират в мач или серия от мачове.

## Резултати
| №                                                                                     | Резултати                                                                            | Правила                                                                                              | Време |
| ------------------------------------------------------------------------------------- | ------------------------------------------------------------------------------------ | --- | ----- |
| 1П                                                                                    | Калисто (ш) победи Алберто Дел Рио с 2-1                                             | Мач два от три туша за Титлата на Съединените щати на WWE                                            | 15:12 |
| 2                                                                                     | Беки Линч и Саша Бенкс победиха Отбор Лоши чрез предаване                            | Отборен мач                                                                                          | 09:50 |
| 3                                                                                     | Кевин Оуенс (ш) победи Долф Зиглър                                                   | Индивидуален мач за Интерконтиненталната титла на WWE                                                | 15:10 |
| 4                                                                                     | Грамадата, Кейн и Райбак победиха Семейство Уайът (с Брей Уайът)                     | Отборен мач с 6 души                                                                                 | 10:37 |
| 5                                                                                     | Шарлът (ш) (с Рик Светкавицата) победи Бри Бела чрез предаване                       | Индивидуален мач за Титлата на Дивите на WWE                                                         | 12:26 |
| 6                                                                                     | Ей Джей Стайлс победи Крис Джерико чрез предаване                                    | Индивидуален мач                                                                                     | 16:20 |
| 7                                                                                     | Къртис Аксел (с Бо Далас, Адам Роуз и Хийт Слейтър) победи Ар Труф (със Златен прах) | Индивидуален мач                                                                                     | 02:23 |
| 8                                                                                     | Роуман Рейнс победи Дийн Амброус и Брок Леснар (с Пол Хеймън)                        | Претендентски мач Тройна заплаха за Световната титла в тежка категория на Федерацията на КечМания 32 | 16:04 |
| - (ш) – указва шампиона/шампионите в мача - П – показва, че мача се случи преди шоуто |                                                                                      | |       |